# Mordellistena y-nigrum
Mordellistena y-nigrum là một loài bọ cánh cứng trong họ Mordellidae. Loài này được Ray miêu tả khoa học năm 1937.